# تیانتای
تیانتای (انگلیسی: Tiantai) یک فرقه از آیین بودایی در جمهوری خلق چین، ژاپن، کره و ویتنام است که لوتوس سوترا را به عنوان بنیان آموزش در بودیسم می‌داند. در ژاپن این فرقه تندای نامیده می‌شود.